# أبو بكر بن أحمد باقادر
أبو بكر بن أحمد باقادر (ولد سنة 1950م بمكة المكرمة) أكاديمي وباحث ومترجم سعودي، وهو أستاذ علم الاجتماع والأنثروبولوجيا بجامعة الملك عبد العزيز بجدة. ترجم العديد من المؤلفات في علم الاجتماع إلى اللغة العربية. ومن أبرز ترجماته ترجمة كتاب «مورفولوجيا الحكاية الخرافية» لفلاديمير بروب.

## التعليم
- حصل على شهادة البكالوريوس في الرياضيات من جامعة لملك فهد للبترول والمعادن في الظهران بالمنطقة الشرقية بالمملكة العربية السعودية عام 1972م.
- انتقل إلى ويسكنسن بالولايات المتحدة ليتخصص في علم الاجتماع، وحصل على شهادة الدكتوراه من جامعة ويسكونسن-ماديسون عام 1979م.[4]

## العمل والمناصب
- عمل أستاذاً في قسم الاجتماع بكلية الآداب والعلوم الإنسانية بجامعة الملك عبد العزيز في جدة.[5][6]
- عين وكيلا لوزارة الثقافة والإعلام للشئون الثقافية الدولية في 28 ديسمبر 2006.[7]
- عمل في منصب مدير عام إدارة الشئون الثقافية والاجتماعية وشؤون الأسرة ومكلف بإدارة الاعلام في منظمة التعاون الإسلامي.[8]
- عمل مستشاراً في وزارة الحج.[9]

## العائلة
له ولدان وثلاث بنات: أريج، وإسراء، وأحمد، ومحمد.

## إصدارات

### مؤلفات
1. «صورة الآخر: العربي ناظراً ومنظوراً إليه» [بالاشتراك مع آخرين] صدر عن مركز دراسات الوحدة العربية 1999.
2. «اغتيال الضوء: قصص قصيرة سعودية حديثة» [جمع وتحرير بالاشتراك آفا هينريتشسدورف]. صدر عام 1999.
3. «الإسلام والانثروبولوجيا» صدر عن دار الهادي 2004.
4. «آفاق علم اجتماع عربي معاصر» [بالاشتراك] صدر عن دار الفكر 2006.
5. «جدة أم الرخا والشدة: تحولات الحياة الأسرية بين فترتين» [بالاشتراك مع ثريا التركي] صدر عن دار الشروق 2006.[10]
6. «الأقليات: رؤى إسلامية» [بالاشتراك مع آخرين] صدر عن دار نهضة مصر 2008.
7. «الأنثروبولوجيا في الوطن العربي» [بالاشتراك] صدر عن دار الفكر 2012.
8. «الأنثروبولوجيا: حقل علمي واحد وأربع مدارس» [بالاشتراك] صدر عن المركز العربي للأبحاث ودراسة السياسات 2017.[11]
9. «مبادئ أساسية للحفاظ على البيئة في الإسلام».[2]

#### ترجمات
- «التحضر في الشرق الأوسط» تأليف: كوستيلو وفرانسيس فنسنت. صدر عام 1983.
- «مورفولوجيا الحكاية الخرافية». تأليف: فلاديمير بروب [ترجمة بالاشتراك مع أحمد عبد الرحيم نصر]. صدر عام 1989.[3]
- «مدينة ما قبل الصناعة» تأليف: ج.جويبرغ. صدر عام 1990.
- «الاستعمار: مراجعة نظرية عامة» تأليف: يورغن اوسترهامل. صدر عن مؤسسة اليمامة الصحفية 1999.
- «البنية الاجتماعية للواقع دراسة في علم اجتماع المعرفة» تأليف: بيتر بيرغر وتوماس لوكمان. صدر عن دار الأهلية للنشر 2000.
- «قراءات في علم اجتماع الأدب» تأليف: جون هول. صدر عن دار الهادي 2004.[12]
- «مجتمع مسلم» تأليف: إرنست غيلنر. صدر عن دار المدار الإسلامي 2005.[13]
- «حجّاج و سلاطين: الحج أيام العثمانيين» تأليف: ثريا فاروقي. صدر عن دار الجمل 2011.[14]
- «علم الاجتماع والإسلام: دراسة نقدية لفكر ماكس فيبر» تأليف: براين تيرنر. صدر عن دار جداول 2012.[15]
- «دراسات معاصرة في علم الاجتماع والأنثروبولوجيا» تأليف مجموعة من المؤلفين. صدر عن دار جداول 2013.
- «وائل حلاق و مجادلوه» [مجموعة مؤلفين] صدر عن مركز نماء للبحوث 2015.[16]